# U-1198
Unterseeboot 1198 foi um submarino alemão do Tipo VIIC, pertencente a Kriegsmarine que atuou durante a Segunda Guerra Mundial.

## Comandantes
| Comandante           | Data                                      |
| -------------------- | ----------------------------------------- |
| Oblt. Gerhard Peters | 9 de dezembro de 1943 - 8 de maio de 1945 |

## Subordinação
Durante o seu tempo de serviço, esteve subordinado às seguintes flotilhas:
| Período                                         | Flotilha                                      |
| ----------------------------------------------- | --------------------------------------------- |
| 9 de dezembro de 1943 - 28 de fevereiro de 1945 | 21. Unterseebootsflottille (submarino escola) |
| 1 de março de 1945 - 8 de maio de 1945          | 31. Unterseebootsflottille (treinamento)      |